# Quixaba
Quixaba là một đô thị thuộc bang Paraíba, Brasil. Đô thị này có diện tích 117 km², dân số năm 2007 là 1433 người, mật độ 12,25 người/km².